# Training (serie)
La Serie Training es una franquicia de videojuegos de Nintendo perteneciente a Touch! Generations para entrenar y practicar zonas del cuerpo como el cerebro, la cara o los ojos. La serie consta de varios juegos, desarrollados para Nintendo DS y Nintendo 3DS. Tres de estos se venden exclusivamente en DSi Ware.
Todos los juegos son educativos y algunos han sido desarrollados por diferentes empresas aparte de Nintendo.

## Juegos
| Título                                                                               | Año  | Área de entrenamiento          | Empresa colaboradora |
| ------------------------------------------------------------------------------------ | ---- | ------------------------------ | -------------------- |
| Brain Training del Dr. Kawashima ¿Cuántos años tiene tu cerebro?                     | 2006 | Ciencias y Letras              | NIKOLI               |
| English Training: Disfruta y Mejora tu Inglés                                        | 2006 | Nivel de Inglés                | PLATO                |
| Más Brain Training del Dr. Kawashima ¿Cuántos años tiene tu cerebro?                 | 2007 | Ciencias y Letras              | NIKOLI               |
| Training for your Eyes: Entrena y Relaja la Vista                                    | 2007 | Ojos                           | -                    |
| Maths Training del Profesor Kageyama                                                 | 2008 | Nivel de Matemáticas           | Jupiter              |
| Una pausa con... Brain Training del Dr. Kawashima: Ciencias                          | 2009 | Ciencias                       | -                    |
| Una pausa con... Brain Training del Dr. Kawashima: Sudoku                            | 2009 | Sudokus y matemáticas          | -                    |
| Una pausa con... Brain Training del Dr. Kawashima: Letras                            | 2009 | Letras                         | -                    |
| New English Training: aprende al compás                                              | 2010 | Nivel de Inglés                | PLATO                |
| Face Training: Ejercicios de Fumiko Inudo para Fortalecer y Relajar la Cara          | 2010 | musculación y expresión facial | -                    |
| Brain Training Infernal del Dr. Kawashima: ¿Eres capaz de mantener la concentración? | 2012 | Ciencias y Letras              | -                    |

- Datos: Q6151529